# دلمار (نیویورک)
دلمار (به انگلیسی: Delmar) یک منطقهٔ مسکونی در ایالات متحده آمریکا است که در نیویورک واقع شده‌است. دلمار ۸٬۲۹۲ نفر جمعیت دارد.